# Maylandia flavifemina
Maylandia flavifemina är en fiskart som först beskrevs av Konings och Stauffer 2006.  Maylandia flavifemina ingår i släktet Maylandia och familjen Cichlidae. Inga underarter finns listade i Catalogue of Life.